# Víctor Martínez
Pour les articles homonymes, voir Victor Martinez et Martínez.
Víctor Jesus Martínez (né le 23 décembre 1978 à Ciudad Bolívar, Venezuela) est le frappeur désigné de la Ligue majeure de baseball.
Surnommé V-Mart, Víctor Martínez, à l'origine un receveur, a commencé sa carrière dans les majeures en 2002 avec les Indians de Cleveland avant de passer aux Red Sox de Boston au cours de la saison 2009. Il compte 5 sélections au match des étoiles en 2004, 2007, 2009, 2010 et 2014.

## Biographie

### Indians de Cleveland

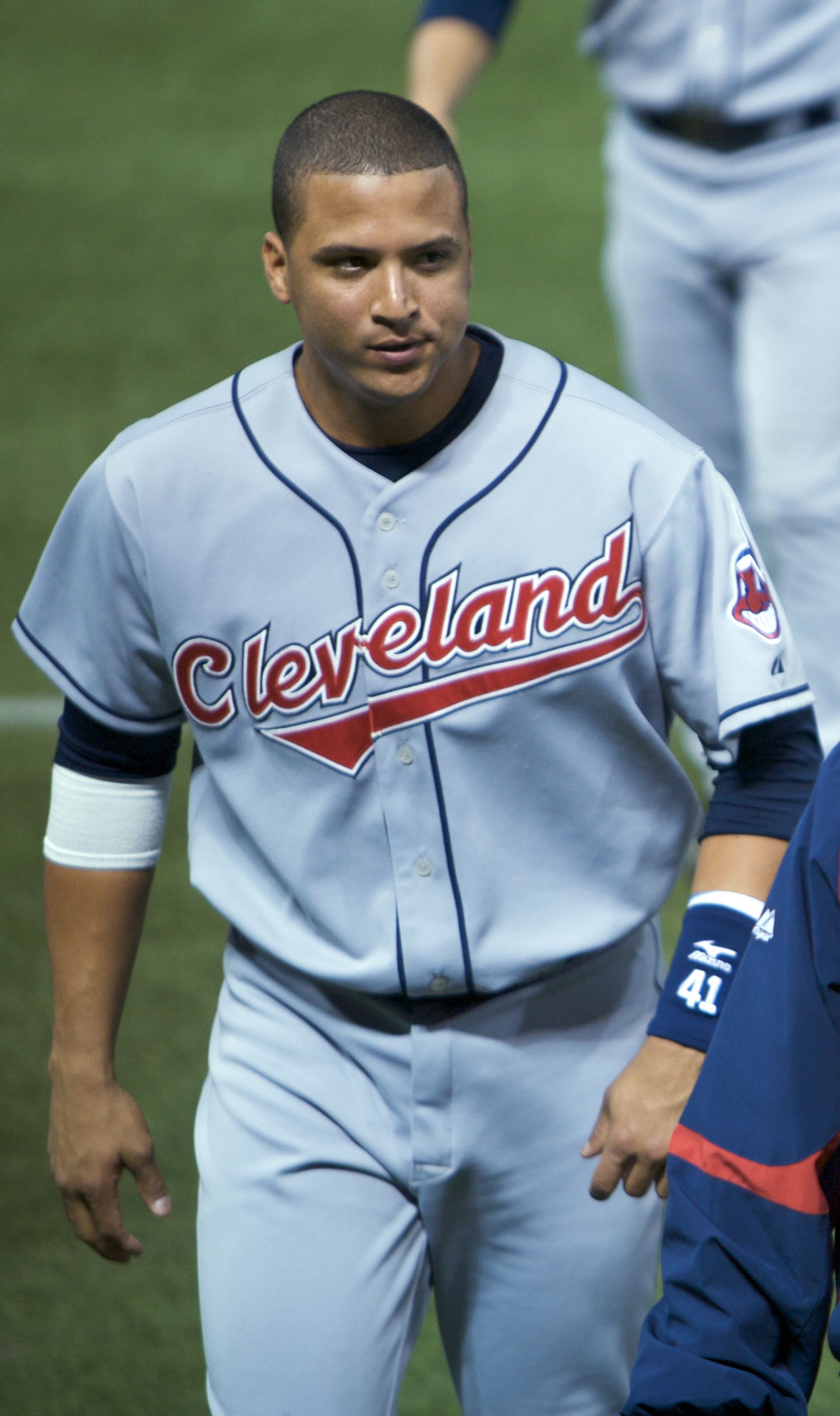
Victor Martinez avec les Indians de Cleveland.

Signé comme agent libre en 1996, il fait ses débuts en ligue majeure en septembre 2002. En 2003, il fait encore la navette entre l'effectif des Indians et celui des Bisons de Buffalo (AAA). Il est promu au rang de receveur des Indians en 2004. En plus d'une moyenne au bâton de, 283 et de 23 coups de circuit, il établit le record de 108 points produits par un receveur de Cleveland, abattant l'ancienne marque de 83 établie en 1997 par Sandy Alomar, Jr.. Ces performances lui valent d'être sélectionné au match des étoiles en 2004.
En juin 2005, la moyenne au bâton de Martínez plafonne à ,207. Après la pause du match des étoiles, il signe une moyenne de ,380 (96 coups sûrs en 251 présences au bâton) sur la seconde partie de la saison, soit plus que n'importe quel autre joueur des ligues majeures cette saison-là[réf. nécessaire]. Il termine sa saison avec ,305 de moyenne, 20 coups de circuits et 80 points produits. Il connaît une nouvelle sélection au match des étoiles en 2007. 
La saison 2008 est décevante pour les Indians et pour Víctor Martínez, longtemps écarté des terrains par une blessure. La saison suivante démarre en trombe pour Martínez : il prend la tête du championnat des frappeurs avec une moyenne au bâton de plus de ,400 à la mi-mai. Il termine l'année avec une moyenne de ,303. Ces performances lui permettent d'être sélectionné pour la troisième fois au match des étoiles, à la mi-juillet.

### Red Sox de Boston
Le 31 juillet 2009, Victor Martinez est échangé aux Red Sox de Boston contre trois lanceurs : Justin Masterson, Nick Hagadone et Bryan Price. L'équipe a choisi de se prévaloir de l'année d'option à son contrat et de le garder à Boston en 2010.
Martinez reçoit en 2010 une quatrième invitation au match des étoiles mais, blessé, il ne participe pas à la rencontre et est remplacé par John Buck des Blue Jays de Toronto dans l'équipe d'étoiles de la Ligue américaine. Il termine la saison avec une moyenne au bâton de ,302, 20 circuits et 79 points produits.

### Tigers de Détroit

#### Saison 2011
Le 23 novembre 2010, Martinez signe un contrat de quatre saisons pour 50 millions de dollars avec les Tigers de Detroit.
Utilisé comme frappeur désigné alors que le receveur Alex Avila est derrière le marbre, Martinez présente en 2011 la 4e meilleure moyenne au bâton (,330) de la Ligue américaine. Il se classe aussi dans le top 10 pour les points produits (103) et la moyenne de présence sur les buts (,380). Pour la 5e fois de sa carrière, il reçoit des votes pour le titre de joueur par excellence de la saison mais prend le 16e rang du scrutin, loin derrière son coéquipier Justin Verlander, à qui l'on remet le prix. Il frappe deux circuits et produit cinq points en 11 parties de séries éliminatoires avec les Tigers de 2011. Le 6 octobre, il fait marquer le 3e point des Tigers dans la victoire de 3-2 qui leur permet d'éliminer les Yankees de New York au Yankee Stadium dans le dernier match de Série de divisions. Il dispute les six parties de la Série de championnat de la Ligue américaine contre les Rangers du Texas malgré une blessure aux muscles intercostaux.
Il doit subir deux opérations au genou gauche et rate la saison 2012.

#### Saison 2013
Il revient au jeu en 2013 et joue 159 des 162 matchs de saison régulière des Tigers. Il maintient une moyenne au bâton de ,301 avec 14 circuits, 83 points produits et un nouveau record personnel de 182 coups sûrs, un de plus que son total de 2006 avec Cleveland. 
Il connaît de fortes séries éliminatoires avec une moyenne au bâton de ,405 en 11 matchs, avec 17 coups sûrs, un circuit, 4 doubles, 9 points marqués et 5 points produits.

#### Saison 2014
Il est invité au match des étoiles 2014 et connaît à 35 ans sa meilleure saison en carrière : il mène le baseball majeur avec une OPS de ,974 et la Ligue américaine avec une moyenne de présence sur les buts de ,409 qui n'est devancé dans les majeures que par le ,410 d'Andrew McCutchen, pour les Pirates de la Ligue nationale. Martínez concède le championnat des frappeurs à José Altuve, seul dans les majeures à faire mieux que sa moyenne au bâton de, 335. Le joueur des Tigers est, dans les majeures : 2e pour la moyenne de puissance (,565), 4e pour les coups sûrs (188), 5e pour le total de buts (317), 9e pour les points produits (103), 9e pour les circuits (32), 10e pour les buts-sur-balles (70) et 1er pour les buts-sur-balles intentionnels (28). Il est aussi 7e de la Ligue américaine avec 65 coups sûrs de plus d'un but. Dix ans après avoir remporté un Bâton d'argent comme receveur pour Cleveland, Martinez en remporte un autre, mais cette fois comme frappeur désigné. Sa moyenne au bâton atteint ,300 pour la 5e saison consécutive et il établit de nouveaux records personnels de coups sûrs et de circuits. Il termine 2e au vote désignant le joueur par excellence de la saison 2014 derrière le lauréat choisi à l'unanimité, Mike Trout des Angels. Il reçoit le prix Edgar Martínez du meilleur frappeur désigné de la ligue et est le premier joueur des Tigers à remporter cet honneur depuis Rusty Staub en 1978.
Malgré les 3 défaites consécutives des Tigers dans une Série de division où ils sont rapidement éliminés par les Orioles de Baltimore, il frappe 4 coups sûrs, dont un circuit, en 12 présences au bâton, avec 3 points marqués et 3 points produits. Il devient agent libre par la suite.
Le 14 novembre 2014, il signe un nouveau contrat de 4 saisons avec les Tigers.

#### Saison 2015
Le 5 février 2015, les Tigers annoncent que Martinez subira une opération au genou gauche et que sa convalescence durera de 4 à 16 semaines.

## Statistiques
| Saison                    | Équipe                    | Ligue                     | G   | AB   | R   | H   | 2B  | 3B | HR  | RBI | BB  | SO  | SB | CS | OBP  | SLG  | AVG  |
| ------------------------- | ------------------------- | ------------------------- | --- | ---- | --- | --- | --- | -- | --- | --- | --- | --- | -- | -- | ---- | ---- | ---- |
| 1997                      | Maracay                   | R                         | 53  | 122  | 21  | 42  | 12  | 0  | 0   | 26  | 32  | 11  | 6  | 0  | .474 | .443 | .344 |
| 1998                      | Guacara                   | R                         | 55  | 160  | 28  | 43  | 13  | 0  | 1   | 27  | 32  | 14  | 8  | 2  | .404 | .369 | .269 |
| 1999                      | Mahoning Valley           | A                         | 64  | 235  | 37  | 65  | 9   | 0  | 4   | 36  | 27  | 31  | 0  | 1  | .346 | .366 | .277 |
| 2000                      | Columbus                  | A                         | 21  | 70   | 11  | 26  | 9   | 1  | 2   | 12  | 11  | 6   | 0  | 0  | .452 | .614 | .371 |
| 2000                      | Kinston                   | A                         | 26  | 83   | 9   | 18  | 7   | 0  | 0   | 8   | 11  | 5   | 1  | 1  | .313 | .301 | .217 |
| 2001                      | Kinston                   | A                         | 114 | 420  | 59  | 138 | 33  | 2  | 10  | 57  | 39  | 60  | 3  | 3  | .394 | .488 | .329 |
| 2002                      | Akron                     | AA                        | 121 | 443  | 84  | 149 | 40  | 0  | 22  | 85  | 58  | 62  | 3  | 3  | .417 | .576 | .336 |
| 2002                      | Cleveland                 | MLB                       | 12  | 32   | 2   | 9   | 1   | 0  | 1   | 5   | 3   | 2   | 0  | 0  | .333 | .406 | .281 |
| 2003                      | Akron                     | AA                        | 3   | 12   | 1   | 4   | 2   | 0  | 0   | 2   | 0   | 1   | 0  | 0  | .333 | .500 | .333 |
| 2003                      | Buffalo                   | AAA                       | 73  | 274  | 42  | 90  | 19  | 0  | 7   | 45  | 26  | 32  | 3  | 5  | .395 | .474 | .328 |
| 2003                      | Cleveland                 | MLB                       | 49  | 159  | 15  | 46  | 4   | 0  | 1   | 16  | 13  | 21  | 1  | 1  | .345 | .333 | .289 |
| 2004                      | Cleveland                 | MLB                       | 141 | 520  | 77  | 147 | 38  | 1  | 23  | 108 | 60  | 69  | 0  | 1  | .359 | .492 | .283 |
| 2005                      | Cleveland                 | MLB                       | 147 | 547  | 73  | 167 | 33  | 0  | 20  | 80  | 63  | 78  | 0  | 1  | .378 | .475 | .305 |
| 2006                      | Cleveland                 | MLB                       | 153 | 572  | 82  | 181 | 37  | 0  | 16  | 93  | 71  | 78  | 0  | 0  | .391 | .465 | .316 |
| 2007                      | Cleveland                 | MLB                       | 147 | 562  | 78  | 169 | 40  | 0  | 25  | 114 | 62  | 76  | 0  | 0  | .374 | .505 | .301 |
| 2008                      | Cleveland                 | MLB                       | 73  | 266  | 30  | 74  | 17  | 0  | 2   | 35  | 24  | 32  | 0  | 0  | .337 | .365 | .278 |
| 2009                      | Cleveland                 | MLB                       | 99  | 377  | 56  | 107 | 21  | 1  | 15  | 67  | 51  | 51  | 0  | 0  | .368 | .464 | .284 |
| 2009                      | Boston                    | MLB                       | 56  | 211  | 32  | 71  | 12  | 0  | 8   | 41  | 24  | 23  | 1  | 0  | .405 | .507 | .336 |
| Totaux en Ligues majeures | Totaux en Ligues majeures | Totaux en Ligues majeures | 877 | 3246 | 445 | 971 | 203 | 2  | 111 | 559 | 371 | 430 | 2  | 3  | .372 | .465 | .299 |
| Totaux en Ligues mineures | Totaux en Ligues mineures | Totaux en Ligues mineures | 530 | 1819 | 292 | 575 | 144 | 3  | 46  | 298 | 236 | 222 | 24 | 15 | .397 | .474 | .316 |